# Лийк
Лийк (на английски: Leek) е град в северната част на област Стафордшър - Уест Мидландс, Англия. Той е административен и стопански център на община Стафордшър Моорландс. Населението на града към 2001 година е 18 768 жители.

## География
Лийк е разположен в централната част на общината. На около 10 километра югозападно се намира урбанизираната територия По̀търийз, образувана при най-големия град в графството - Стоук он Трент, която е сред 20-те най-населени агломерации в Обединеното кралство.
На около 20 километра западно от града преминава Магистрала М6, която е част от транспортния коридор север-юг (Глазгоу - Ливърпул/Манчестър - Бирмингам - Лондон).